# Dimitrije Tucović
Dimitrije Tucović (szerbül: Димитрије Туцовић) (Gostilje, 1881. május 13. – Vrače Brdo, Lazarevac közelében, 1914. novembere, Vrače Brdo) szerb munkásmozgalmi vezető, a  Szerb Szociáldemokrata Párt alapítója (1903), Marx és Engels műveinek első szerb nyelvű kiadója.
Az első világháborúban halt meg 1914 novemberében, az osztrák-magyar csapatok elleni harcban, a szerb hadsereg tisztjeként.